# تيموثي تشاد هاتشينسون
تيموثي تشاد هاتشينسون هو محامي وسياسي أمريكي، ولد في 4 مارس 1974 في كانساس سيتي في الولايات المتحدة. نشط حزبياً في الحزب الجمهوري. وقد انتخب عضو مجلس نواب أركنساس ‏.